# Антониу, Минас
Минас Антониу (греч. Μηνάς Αντωνίου; 22 февраля 1994, Лимасол, Кипр) — кипрский футболист, нападающий клуба «Анортосис» и сборной Кипра.

## Биография

### Клубная карьера
Профессиональную карьеру начал в клубе АЕЛ (Лимасол), за который в 2011 году сыграл 3 матча в чемпионате Кипра. В следующем, чемпионском для АЕЛа сезоне, ни разу не появился не поле, а с 2012 по 2015 год выступал в аренде в клубах второго дивизиона АЕЗ и «Никос и Сократис Эримис». В 2015 году подписал контракт с лимасольским «Арисом», в котором провёл два года. В 2017 перешёл в АПОЭЛ. В его составе стал чемпионом Кипра и провёл 1 матч на групповой стадии Лиги чемпионов, выйдя на замену в матче с «Тоттенхэм Хотспур». По ходу сезона 2018/19 был отдан в аренду в «Эносис». Летом 2019 года вернулся в АЕЛ Лимасол.

### Карьера в сборной
За основную сборную Кипра дебютировал 23 марта 2018 года в товарищеском матче со сборной Черногории (0:0), в котором вышел на замену на 63-й минуте вместо Димитриса Фроксилиаса.

## Достижения
АПОЭЛ
- Чемпион Кипра: 2017/2018